# Nitrilazoturo
La N-diazonitrammide, nome IUPAC, è un composto instabile avente formula molecolare N3NO2 e formula semistrutturale −N=N+=N−NO2. Nomi come "nitrilazoturo" e "diossido di tetranitrogeno" sono invece calchi dall'inglese.
Può essere considerata derivante dalla nitrammide H2N–NO2 per sostituzione dei due atomi H con un diazogruppo (−N=N+=), oppure derivante dall'unione di un radicale azide N3• con un radicale nitroile •NO2.
La molecola della N-diazonitrammide è stata rivelata tramite spettroscopia infrarossa come specie a vita breve prodotta nella reazione tra il triazoturo di sodio e l'esafluoroantimoniato di nitronio:
NaN3 + O2NSbF6   →   NaSbF6 + −N=N+=N−NO2

## Evidenze sperimentali
Una prima indicazione della formazione del composto dalla reazione del tetrafluoroborato di nitronio con il triazoturo di litio in acetonitrile o tetracloruro di carbonio a basse temperature fu trovata già nel 1973:
NaN3 + O2NBF4   →   NaBF4 + −N=N+=N−NO2
Successivamente, reazioni del cloruro di nitroile con azidi come  il triazoturo trimetilsilile, Me3Si−N3, o il diazidotitanocene Cp2Ti(N3)2 diedero luogo alla clorazide ClN3, invece della N-diazonitrammide.
Un altro tentativo di produrre nitrilazoturo, illustrato nella figura appresso, è stato quello della reazione di NaN3 con l'esafluoroantimoniato di nitronio in anidride carbonica liquida a -50 °C e sotto pressione, in cui la N-diazonitrammide è stata rivelata solo spettroscopicamente e non è mai stato isolata.

## Sintesi e proprietà
La N-diazonitrammide gassosa N3NO2 viene generata da una reazione in fase eterogenea tra ClNO2 e il triazoturo di argento preparato di fresco a −50 °C. 
ClNO2 (g) + AgN3 (s)  →  N3NO2 (g) + AgCl (s)
La struttura geometrica ed elettronica della molecola nella fase gassosa è stata caratterizzata in situ dalla PES e da calcoli teorici in chimica quantistica. L'energia di prima ionizzazione sperimentale (prima linea verticale) di N4O2 è di 11,39 eV, corrispondente alla ionizzazione di un elettrone sul più alto orbitale molecolare occupato (HOMO).
Una spaziatura apparente vibrazionale di 1600±60cm−1 sulla seconda banda a 12,52 eV conferma una struttura molecolare stabile energeticamente nella fase gassosa. A completamento dei dati sperimentali, è stato prodotto un plot della superficie potenziale-energia di questa molecola transitoria strutturalmente nuova. Sia i calcoli teorici sia i risultati della spettroscopia suggeriscono una molecola con struttura degli atomi trans-planare, inoltre viene favorita la decomposizione ciclica con 5 atomi transitoria che degenera in 2 molecole di N2O.